# Plagne, Ain
Plagne är en kommun i departementet Ain i regionen Auvergne-Rhône-Alpes i östra Frankrike. Kommunen ligger  i kantonen Bellegarde-sur-Valserine som ligger i arrondissementet Nantua. Kommunens areal är 6,2 km². År 2022 hade Plagne 166 invånare.

## Befolkningsutveckling
Antalet invånare i kommunen Plagne
Referens: INSEE